# Bahnhof Ochanomizu
Der Bahnhof Ochanomizu (jap. 御茶ノ水駅, Ochanomizu-eki) ist ein Bahnhof in der japanischen Hauptstadt Tokio. Er wird von den Bahngesellschaften JR East und Tōkyō Metro bedient und befindet sich im Norden des Bezirks Chiyoda sowie teilweise im Bezirk Bunkyō. Der Bahnhof besteht aus zwei betrieblich und räumlich voneinander getrennten Teilen beidseits des Flusses Kanda und ist ein Umsteigeknoten zwischen Eisenbahn und U-Bahn.

## Verbindungen
Ochanomizu ist ein Trennungsbahnhof an der Chūō-Hauptlinie, die Tokio mit Shinjuku und Shiojiri verbindet. Ihre Gleise werden von der Chūō-Schnellbahnlinie (Tokio–Shinjuku–Takao) mitbenutzt. Zum Teil parallel dazu verläuft die in Mitaka beginnende und über Shinjuku führende Chūō-Sōbu-Linie, die in Ochanomizu von den beiden anderen Linien abzweigt und weiter über Akihabara nach Chiba führt. Alle drei Linien werden von der Bahngesellschaft JR East betrieben. Zum Netz der U-Bahn Tokio gehört die in Ochanomizu haltende Marunouchi-Linie der Gesellschaft Tōkyō Metro; sie verbindet Ikebukuro mit Ōtemachi, Shinjuku, Ogikubo und Hōnanchō.
Das Angebot im Regionalverkehr auf der Chūō-Schnellbahnlinie umfasst die Kakueki-teisha-Nahverkehrszüge sowie die Kaisoku-, Tsūkin kaisoku- und Tsūkin-tokkai-Eilzüge mit Zugfolgen von wenigen Minuten. Ausgangspunkte sind in der Regel Tokio im Osten sowie Takao und Ōtsuki im Westen. Manche dieser Züge verkehren über Ōtsuki hinaus nach Kawaguchiko oder wechseln in Tachikawa auf die Ōme-Linie. Der Lokalverkehr durch die inneren Tokioter Vororte wird auf der Chūō-Sōbu-Linie abgewickelt, die über eigene Gleise verfügt und von den beiden anderen Linien betrieblich unabhängig ist. Während der Hauptverkehrszeit beträgt die Zugfolge nur zweieinhalb Minuten, wobei mehrere Züge über Mitaka hinaus nach Musashi-Koganei verkehren und erst dort wenden. Tagsüber werden neun Züge stündlich angeboten.
Die Züge der Marunouchi-Linie fahren tagsüber alle vier bis fünf Minuten, während der Hauptverkehrszeit alle zwei bis drei Minuten und spätabends alle fünf bis sechs Minuten. Vor dem westlichen Ausgang des Bahnhofs halten drei Buslinien der Gesellschaft Toei Bus. Hinzu kommen zwei von der Bezirksverwaltung Chiyoda betriebene Quartierbuslinien und eine weitere der Bezirksverwaltung Bunkyō. Etwa 250 Meter südöstlich des Bahnhof Ochanomizu befindet sich der U-Bahnhof Shin-Ochanomizu an der Chiyoda-Linie.

## Anlage
Während der Bahnhofteil von JR East im Stadtteil Kanda Surugadai an der nördlichen Grenze des Bezirks Chiyoda steht, befindet sich der U-Bahnhof von Tōkyō Metro im angrenzenden Stadtteil Yushima, der zum Bezirk Bunkyō gehört. Beide Bahnhofteile sind durch den Fluss Kanda getrennt. Die Umgebung ist von zahlreichen Bildungseinrichtungen geprägt. Dazu gehören die Meiji-Universität, der Surugadai-Campus der Nihon-Universität, die Medizinische und Zahnmedizinische Universität Tokio sowie die Juntendō-Universität. Ebenfalls in der Nähe zu finden sind der konfuzianische Tempel Yushima Seidō, der Shintō-Schrein Kanda Myōjin, die orthodoxe Auferstehungskathedrale sowie die Hauptsitze des Japanischen Fußballverbands und des Versicherungskonzerns Mitsui Sumitomo Insurance. Am Bahnhof erhebt sich das Hochhaus Ochanomizu Sola City.
Der JR-East-Bahnhofteil ist direkt in den Steilhang am südlichen Kanda-Ufer gebaut. Daraus ergibt sich die ungewöhnliche Situation, dass die Trasse unter den beiden angrenzenden Straßenbrücken hindurch führt. Die vier Gleise liegen an zwei vollständig überdachten Mittelbahnsteigen und sind nach Fahrtrichtung gruppiert, sodass jeweils am selben Bahnsteig in dieselbe Richtung umgestiegen werden kann. Damit dies möglich ist, befindet sich westlich und östlich des Bahnhofs jeweils ein Überwerfungsbauwerk.
Am östlichen Ende der Bahnsteige, bei der Hijiri-Brücke, erfolgt der Zugang über eine Fußgängerbrücke. Der bedeutendere Zugang befindet sich im Westen bei der Ochanomizu-Brücke. Das Empfangsgebäude ist ein Werk des Architekten Shigeru Itō. Er ließ sich zu Beginn der 1930er Jahre vom Internationalen Stil inspirieren, der sich damals in Japan zu verbreiten begann. Itō war von einer externen Organisation gebeten worden, wegen der Nähe zum Yushima Seidō den orientalischen Geschmack zu betonen. Er wies diese Bitte jedoch zurück und konzentrierte sich stattdessen darauf, das Design mit den beiden Brücken in Einklang zu bringen, die kurz zuvor fertiggestellt worden waren. Ochanomizu stellte einen neuartigen Typ Pendlerbahnhof dar, bei dem der Fahrgastfluss im Vordergrund stand und die Fahrgäste nacheinander in die Züge einsteigen konnten, anstatt wie bei früheren Bahnhöfen in Wartesälen zu warten und zu den Bahnsteigen geführt zu wurden.
Der U-Bahnhof der Marunouchi-Linie steht am gegenüberliegenden Ufer des Kanda unter der Präfekturstraße 405. Die Eingänge sind beidseits der Straße in unmittelbarer Nähe zur Ochanomizu-Brücke. In der unteren Ebene liegen zwei Gleise an zwei Seitenbahnsteigen. Stilistisch orientierte sich der zuständige Architekt Nagatoshi Tsuchihashi am Vorbild des JR-East-Bahnhofs. Da sich der U-Bahnhof in einer landschaftlich abwechslungsreichen Gegend befindet, achtete man auf eine hochwertige Verarbeitung, unter Verwendung von Glas an den Eingängen Glas und von Weichgestein. Die geraden und geschwungenen Linien verbinden sich zu einer einfachen und schlanken Form, im oberen Bereich sind durchgehende halbrunde Fenster zu finden. Die Marunouchi-Linie verläuft zwar im Tunnel, doch östlich der Hijiri-Brücke quert sie den Fluss auf einer tief liegenden Brücke.
Im Fiskaljahr 2019 nutzten durchschnittlich 133.068 Fahrgäste täglich den Bahnhof. Davon entfielen 103.582 auf JR East und 29.486 auf Tōkyō Metro.

## Bilder

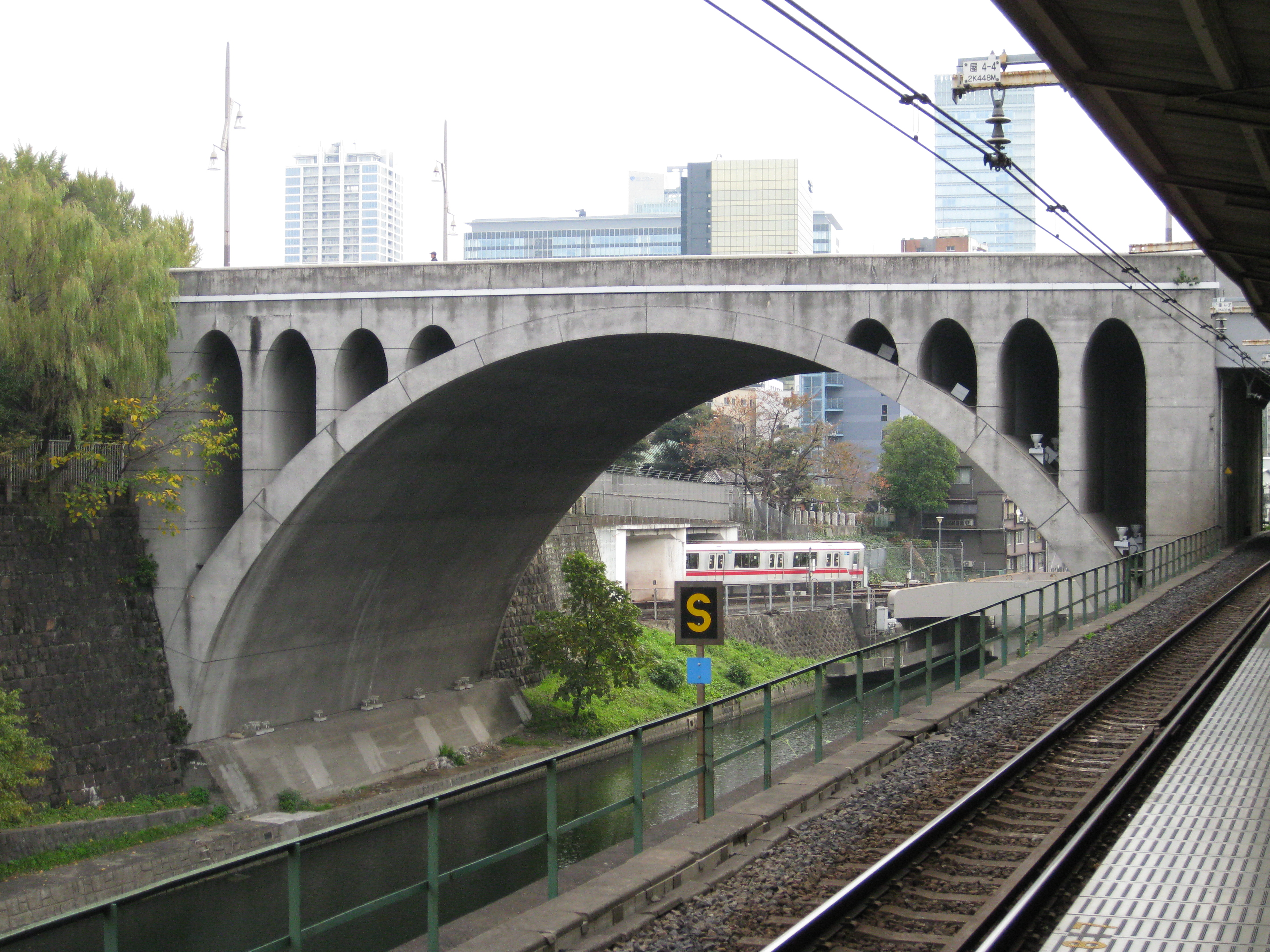
Blick auf die Hijiri-Brücke
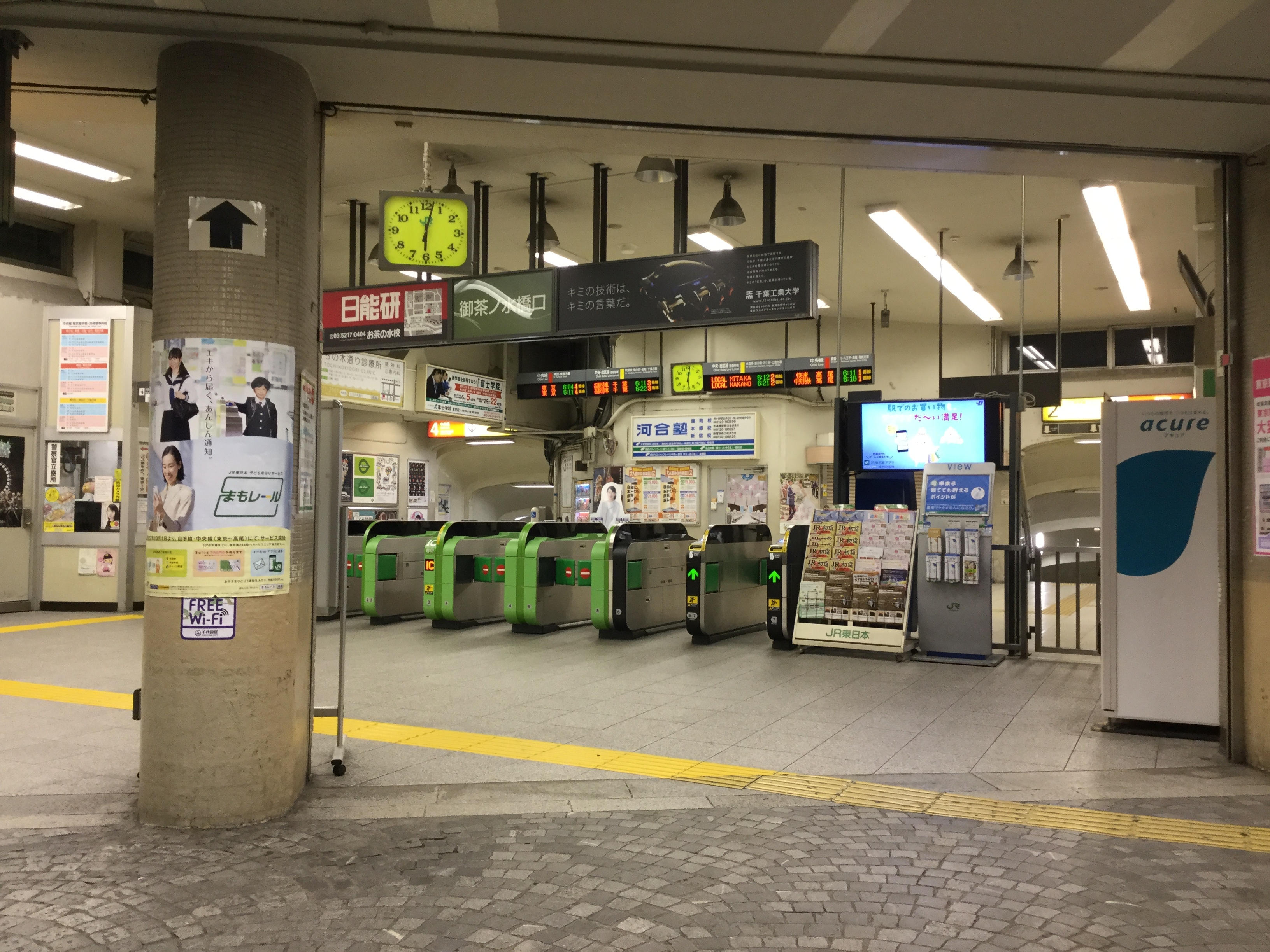
Bahnsteigsperren
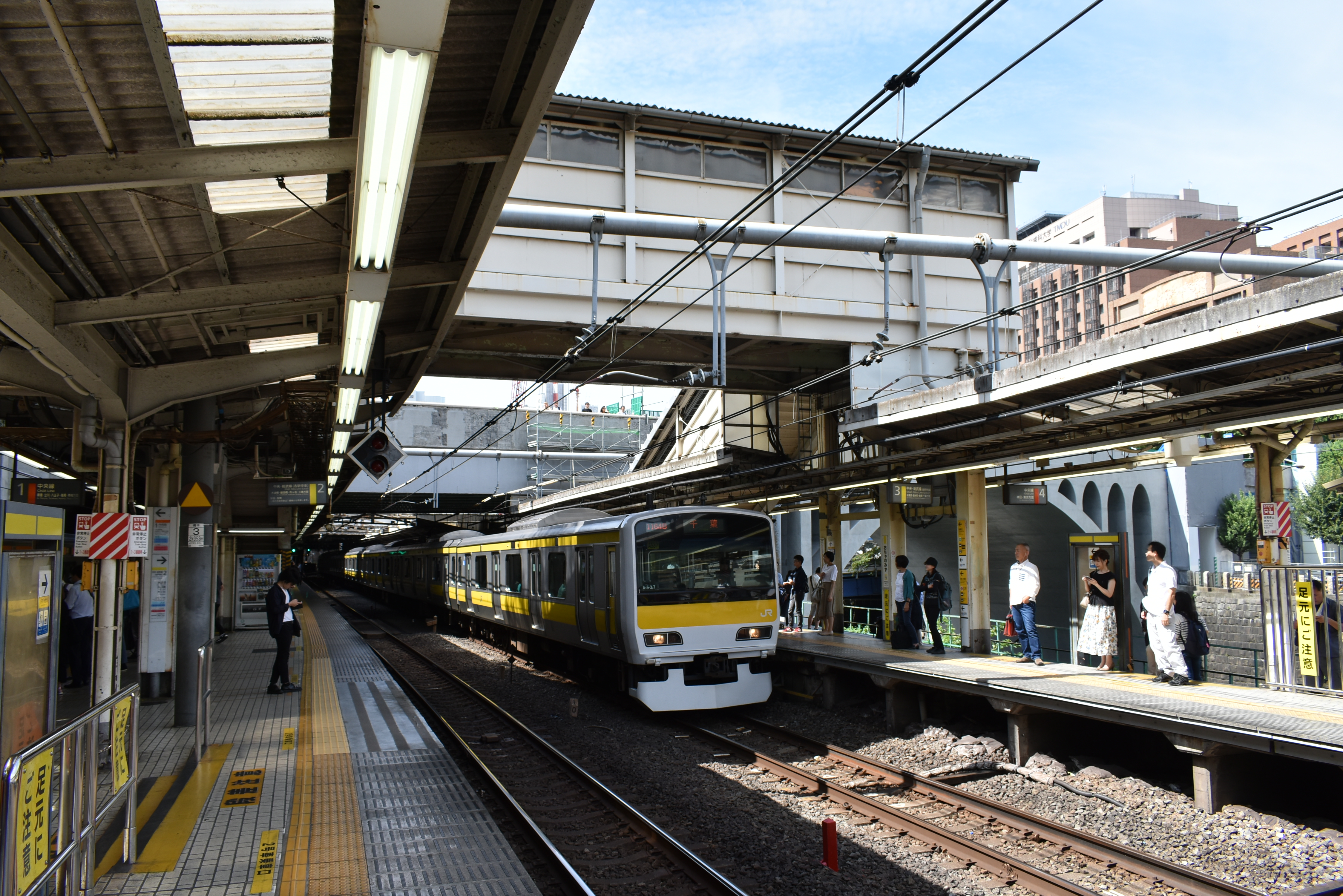
Bahnsteige von JR East
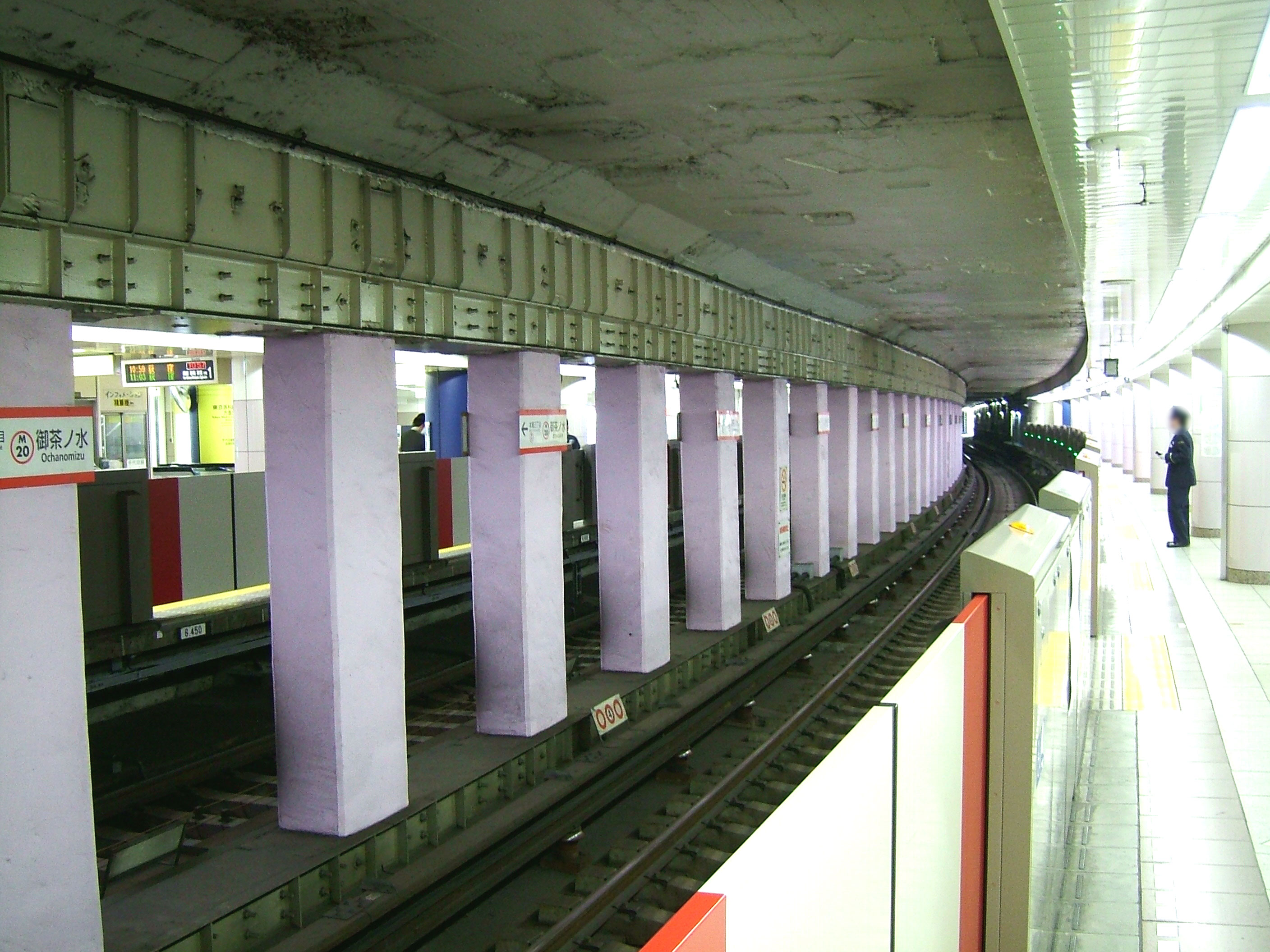
Bahnsteige des U-Bahnhofs
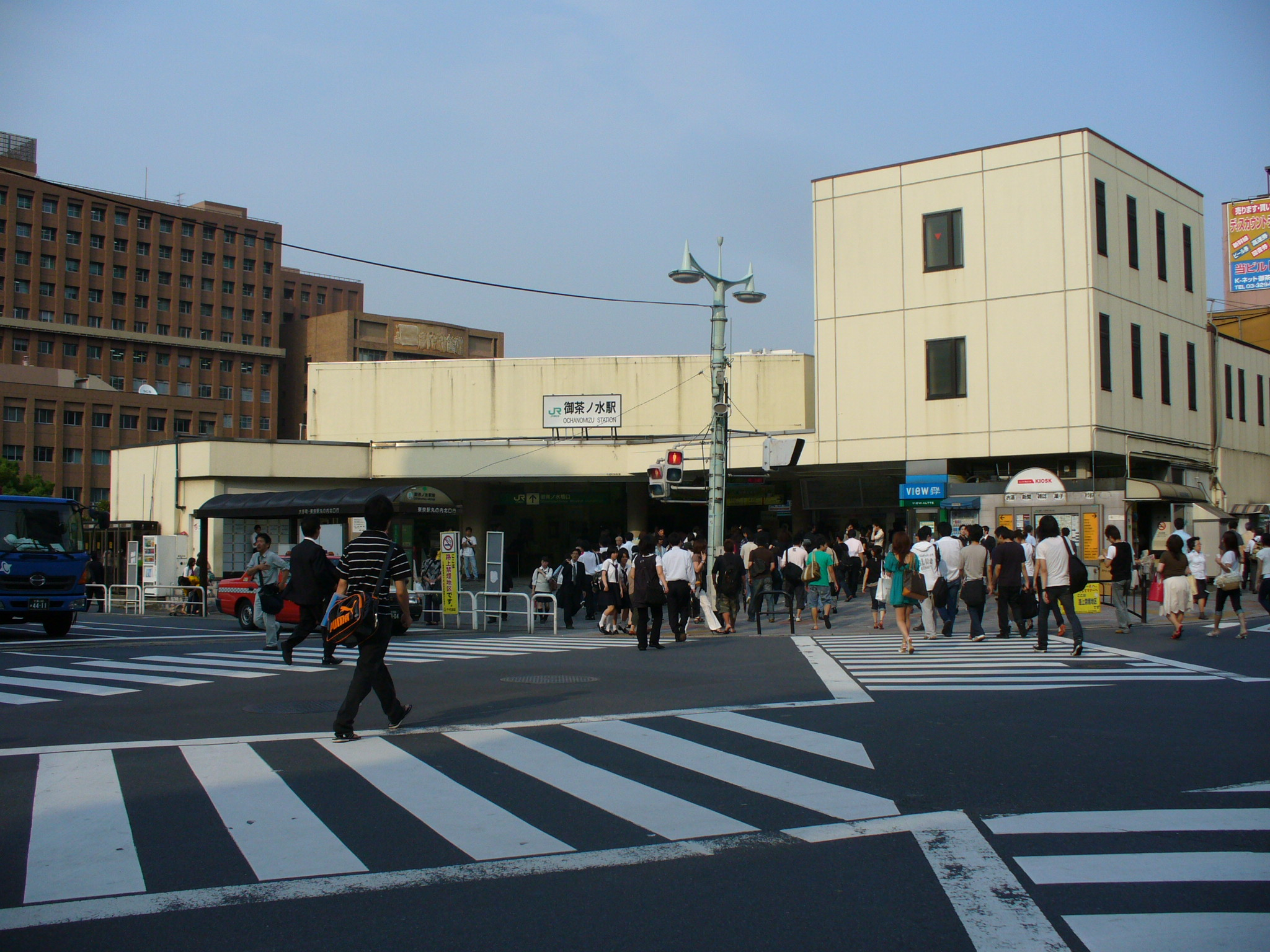
Eingang bei der Ochanomizu-Brücke
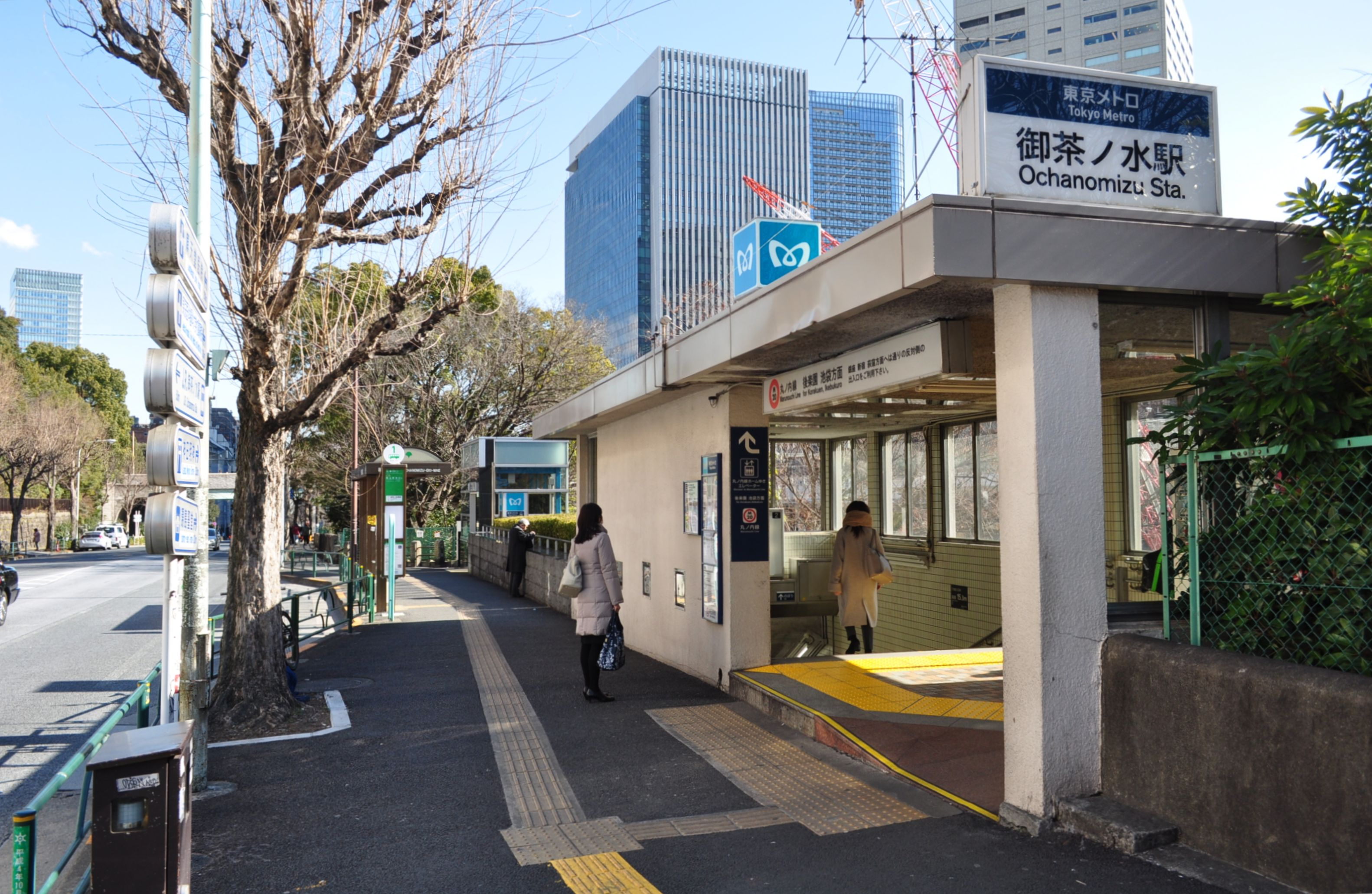
Eingang zum U-Bahnhof

## Gleise
JR East:
| 1 | ▉ Chūō-Schnellzug-Linie | Shinjuku • Takao                                     |
| 1 | ▉ Chūō-Linie            | Shinjuku • Mitaka (nur früh morgens und spät abends) |
| 2 | ▉ Chūō-Sōbu-Linie       | Shinjuku • Mitaka                                    |
| 3 | ▉ Chūō-Sōbu-Linie       | Akihabara • Chiba                                    |
| 4 | ▉ Chūō-Schnellzug-Linie | Kanda • Tokio                                        |

Tōkyō Metro:
| 1 | Marunouchi-Linie | Ginza • Shinjuku • Nakano-Fujimichō • Ogikubo |
| 2 | Marunouchi-Linie | Kōrakuen • Ikebukuro                          |

## Linien
| Verlauf der Chūō-Schnellbahnlinie |
| --- |
| Tokyo –Kanda • Ochanomizu • Yotsuya • Shinjuku • Nakano • Kōenji • Asagaya • Ogikubo • Nishi-Ogikubo • Kichijōji • Mitaka • Musashi-Sakai • Higashi-Koganei • Musashi-Koganei • Kokubunji • Nishi-Kokubunji • Kunitachi • Tachikawa • Hino • Toyoda • Hachiōji • Nishi-Hachiōji • Takao |

| Verlauf der Chūō-Schnellbahnlinie |
| --- |
| Chiba • Nishi-Chiba • Inage • Shin-Kemigawa • Makuhari • Makuharihongō • Tsudanuma • Higashi-Funabashi • Funabashi • Nishi-Funabashi • Shimōsa-Nakayama • Moto-Yawata • Ichikawa • Koiwa • Shin-Koiwa • Hirai • Kameido • Kinshichō • Ryōgoku • Asakusabashi • Akihabara • Ochanomizu • Suidōbashi • Iidabashi • Ichigaya • Yotsuya • Shinanomachi • Sendagaya • Yoyogi • Shinjuku • Ōkubo • Higashi-Nakano • Nakano • Kōenji • Asagaya • Ogikubo • Nishi-Ogikubo • Kichijōji • Mitaka |

## Geschichte

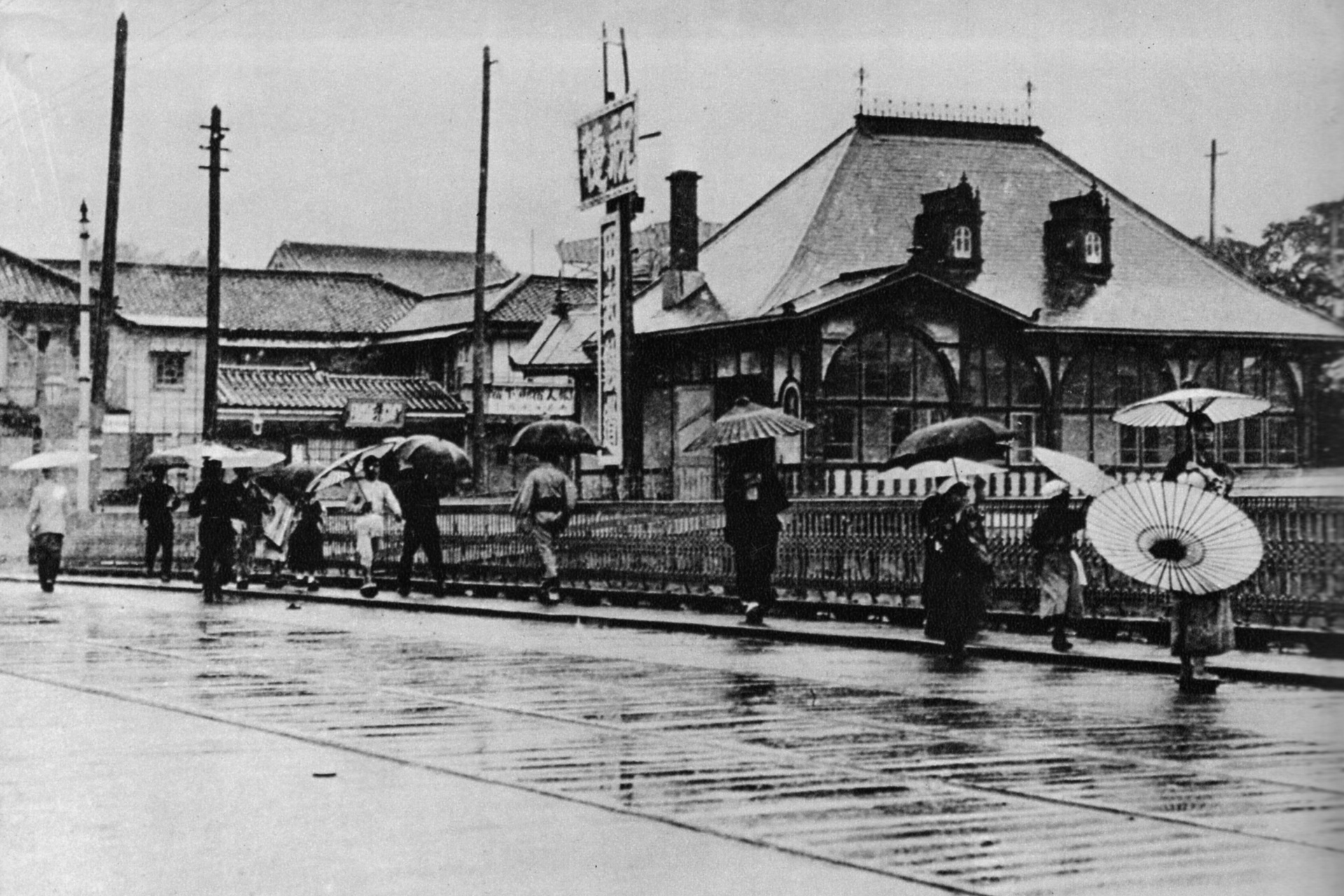
Bahnhof Ochanomizu (1905)

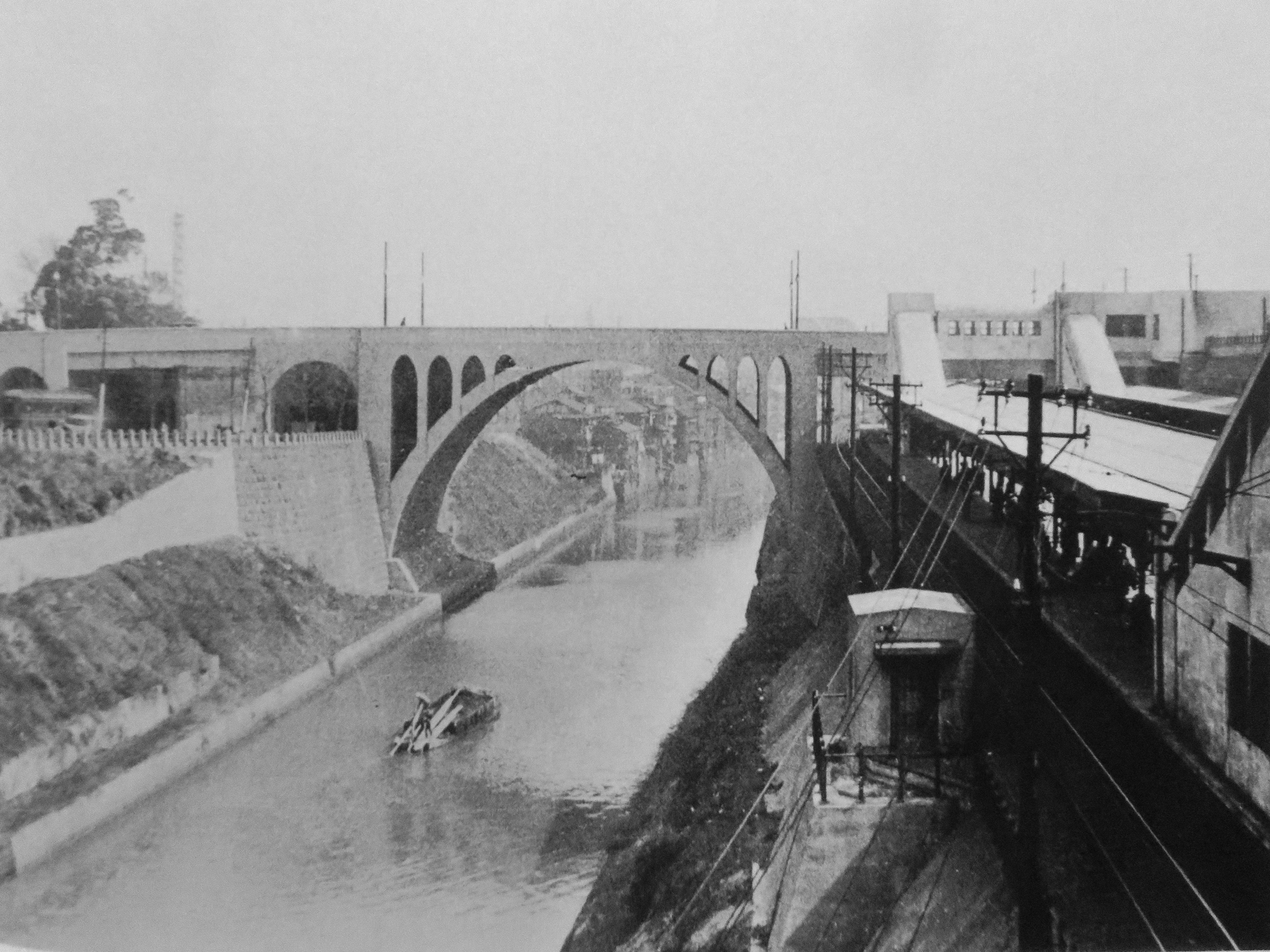
Bahnhof Ochanimizu (1934)

Ocha-no-mizu bedeutet wörtlich „Teewasser“, benannt nach einer Quelle beim nahe gelegenen Korin-ji-Tempel, aus der während der Edo-Zeit das Wasser für die Teezeremonien der Tokugawa-Shōgune gewonnen wurde. Seit 1895 reichte die von der Bahngesellschaft Kōbu Tetsudō in mehreren Etappen erbaute Strecke von Hachiōji über Shinjuku bis nach Iidamachi, ab 1904 war sie als erste des Landes elektrifiziert. Die stadtseitige temporäre Endstation Iidamachi lag etwas östlich des heutigen Bahnhofs Iidabashi und fand später neun Jahrzehnte lang als Güterbahnhof Verwendung. Am 31. Dezember 1904 nahm die Kōbu Tetsudō den von Anfang an elektrifizierten und zweigleisig ausgebauten Abschnitt Iidamachi–Ochanomizu in Betrieb. Der ursprüngliche Bahnhof befand sich näher an Shinjuku als der jetzige Standort, auf der anderen Seite der Ochanomizu-Brücke. Am heutigen Standort befand sich damals eine Polizeiwache. Das Bahnhofsgebäude war ein einstöckiger Holzbau im westlichen Stil und hatte zwei Seitenbahnsteige.
Vor dem Bau dieses Streckenabschnitts an der heutigen Chūō-Hauptlinie verlangte der Revisionsausschuss der Stadt Tokio, dass die Straße nicht beeinträchtigt werden sollte, und so fiel die Wahl auf eine Trasse im äußeren Graben. Außerdem musste die Uferlandschaft entlang dem Kanda so weit wie möglich erhalten bleiben; das Auftreten von Wasserquellen erschwerte die Bauarbeiten zusätzlich. Dies führte dazu, dass der Bahnhof Ochanomizu an einer Engstelle zwischen dem Fluss und einem Steilhang zu liegen kam. Die Kōbu Tetsudō begann den nachfolgenden Streckenabschnitt in Richtung Innenstadt zu bauen, doch die Bahngesellschaft ging am 1. Oktober 1906 als Folge des Eisenbahnverstaatlichungsgesetzes in den Besitz des Staates über. Am 19. April 1908 erfolgte die Eröffnung des Abschnitts von Ochanomizu nach Shōheibashi, einer weiteren temporären Endstation.
Das Große Kantō-Erdbeben vom 1. September 1923 richtete erhebliche Schäden am Bahnhofsgebäude an, ein Teil wurde durch einen Brand zerstört. Jedoch konnte der Betrieb ohne Unterbrechung aufrechterhalten werden. Als Folge des Erdbebens erlebte die Chūō-Hauptlinie einen starken Anstieg des Personen- und Güterverkehrs, als sich die Verkehrsströme verlagerten. Seit langem gab es Pläne, die im Bahnhof Ryōgoku endende Sōbu-Hauptlinie mit der Chūō-Hauptlinie zu verbinden. Die großflächigen Zerstörungen ermöglichten es nun der Regierung, die für eine Hochbahn zwischen Ryōgoku und Ochanomizu erforderlichen Grundstücke günstig zu erwerben. Bei den darauf folgenden Bauarbeiten verlegte man den Bahnhof Ochanomizu an seinen heutigen Standort und erweiterte ihn zu einer Anlage mit zwei Mittelbahnsteigen. Notwendig war auch der Bau einer zwölf Meter hohen Stützmauer neben der Chūō-Hauptlinie. Am 1. Juli 1932 nahm die Chūō-Sōbu-Linie ihren Betrieb auf. Am 15. September 1933 war der zweigleisige Ausbau der Strecke Ochanomizu–Iidamachi abgeschlossen, sodass der Lokal- und Schnellverkehr auf der Chūō-Hauptlinie entflochten werden konnte (verbunden mit der Einführung der Chūō-Schnellbahnlinie).
Am 20. Januar 1954 erfolgte die Eröffnung des ersten Teilstücks der Marunouchi-Linie zwischen Ikebukuro und Ochanomizu. Der U-Bahnhof war nur wenige Meter unter dem Sotobori-dōri am steil abfallenden Nordufer gebaut worden; zum Umsteigen zwischen der neuen U-Bahn und der Staatsbahn mussten die Fahrgäste die Ochanomizu-Brücke über den Kanda benutzen. Etwas mehr als zwei Jahre war Ochanomizu die Endstation, bis zur Eröffnung des daran anschließenden Abschnitts nach Awajichō am 20. März 1956. Zu diesem Zweck legte man die Gleisquerung des Kanda oberirdisch an. Im Rahmen der Privatisierung der Japanischen Staatsbahn ging der Bahnhof am 1. April 1987 in den Besitz der neuen Gesellschaft JR East über. 1988 plante JR East eine vollständigen Neubau des Bahnhofs und führte einen Gestaltungswettbewerb durch. Der siegreiche Entwurf sah ein dreistöckiges Gebäude mit einer Gesamtfläche von etwa 11 000 Quadratmetern vor, das im Erdgeschoss eine Säulen- und Bogenhalle, im zweiten Stock ein Aquarium und einen Saal und im dritten Stock ein Museum beherbergen sollte. Aufgrund unüberwindbarer technischer Schwierigkeiten, die sich beim Bau des auf 6,5 Milliarden Yen veranschlagten Projekts ergeben hätten, gab JR East das Projekt fünf Jahre später jedoch auf.